# Absorpcja ze stanów wzbudzonych
Absorpcja ze stanów wzbudzonych - (ang. Excited State Absorption, ESA) polega na absorpcji energii przez uprzednio wzbudzony atom, jon, cząsteczkę itp. Proces w zasadzie podobny do "zwykłej" absorpcji, zachodzi jednak ze wzbudzonego poziomu.
Pomiary ESA niosą wiele informacji. Pozwalają rozstrzygnąć czy badany materiał może wzmacniać światło, czy może zachodzić w nim konwersja promieniowania (ang. up-conversion) itp.
Pomiar trudny technologicznie - rzadko wykonywany. Znane ośrodki to Hamburg, Lyon, Caen oraz Uniwersytet Mikołaja Kopernika (IF) w Toruniu.